# Humanity's Last Breath
Gli Humanity's Last Breath sono un gruppo musicale svedese formatosi a Helsingborg nel 2009.
Il gruppo è conosciuto per le pesanti e sperimentali sonorità della sua musica, descritta come un mix di deathcore, djent, doom e black metal.

## Storia
Il gruppo nasce dall'idea del polistrumentista e produttore Buster Odeholm. Reclutati Marcus Hultqvist alla voce, Kristoffer Nillsson alla chitarra e Stefan Bengtsson al basso, il primo EP autoprodotto dal titolo Reanimated by Hate viene pubblicato nel 2010.
Segue nel 2011 l'album di debutto Structures Collapse, pubblicato dalla Rogue Records. Il secondo album, eponimo, viene anch'esso pubblicato dalla Rogue nel 2013. Lasciata l'etichetta e cambiata completamente formazione, gli Humanity's Last Breath di Odeholm tornano nel 2016 con l'EP Detestor, pubblicato indipendentemente. Il gruppo si sposta su uno stile più tecnico e sperimentale, e nel 2019 esce per la Unique Leader Records il terzo album Abyssal, che con le sue sonorità particolarmente opprimenti e pesanti dà una prima notorietà internazionale al gruppo, anche grazie al singolo Abyssal Mouth che ne precede la pubblicazione.
Nel 2021 esce il quarto album Välde, ricco di influenze black metal e djent che si aggiungono alle già consolidate sonorità deathcore.

## Stile musicale
Distintisi per la particolare aggressività, pesantezza e sperimentazione della loro musica, la critica ha utilizzato il termine "thall" per descrivere la loro musica, ovvero un misto di vari generi quali deathcore, djent, musica ambientale, black metal e doom metal, termine comunque creato da prima dai connazionali Vildhjarta per descrivere la loro stessa musica, e successivamente utilizzato dai media per descrivere lo stile di altre band della scena. Un altro termine utilizzato per descrivere la loro musica è il "downtempo deathcore", sottogenere del deathcore più lento, pesante e influenzato dal doom.

## Formazione

### Formazione attuale
- Buster Odeholm – chitarra, basso, batteria, programmazione (2009-presente)
- Filip Danielsson – voce (2016-presente)

### Turnisti
- Klas Blomgren – batteria (2020-presente)
- Calle Thomer – chitarra in studio (2016-presente)
- Tuomas Kurikka – chitarra dal vivo (2016-presente)

### Ex componenti
- Marcus Hultqvist – voce (2009-2014)
- Kristoffer Nillsson – chitarra (2009-2014)
- Stefan Bengtsson – basso (2009-2014)
- Marcus Rosell – batteria (2016-2018)

## Discografia

### Album in studio
- 2011 – Structures Collapse
- 2013 – Humanity's Last Breath
- 2019 – Abyssal
- 2021 – Välde
- 2023 – Ashen

### Colonne sonore
- 2022 – Void (Dota 2 Music Pack)

### EP
- 2010 – Reanimated by Hate
- 2016 – Detestor

### Singoli
- 2017 – Abyssal Mouth